# Xã Ohio, Quận Stafford, Kansas
Xã Ohio (tiếng Anh: Ohio Township) là một xã thuộc quận Stafford, tiểu bang Kansas, Hoa Kỳ. Năm 2010, dân số của xã này là 380 người.